# Kampf der toten Männer
Der Kampf der toten Männer war eine Schlacht im Ersten Weltkrieg, die am 6. August 1915 bei der Festung Osowiec stattfand. Die Berühmtheit und der Name der Schlacht kommt von dem blutbesudelten, zombiehaften Aussehen der vom Giftgas vergifteten russischen Soldaten.

## Vorgeschichte

### Schauplatz
Während der Herrschaft des Zaren Alexander III. wurde mit Hilfe des Ingenieurs Nestor Buinitsky zwischen 1889 und 1893 die Festung Osowiec nach einem Entwurf aus dem Jahre 1873 errichtet. Die Festung lag 50 Kilometer von der Grenze zu Ostpreußen entfernt an einem der wichtigsten Übergänge über den Fluss Biebrza. Durch die Festung lief die Eisenbahnlinie von Białystok über Lyck nach Königsberg und wurde an dieser Stelle vollkommen von ihr beherrscht.

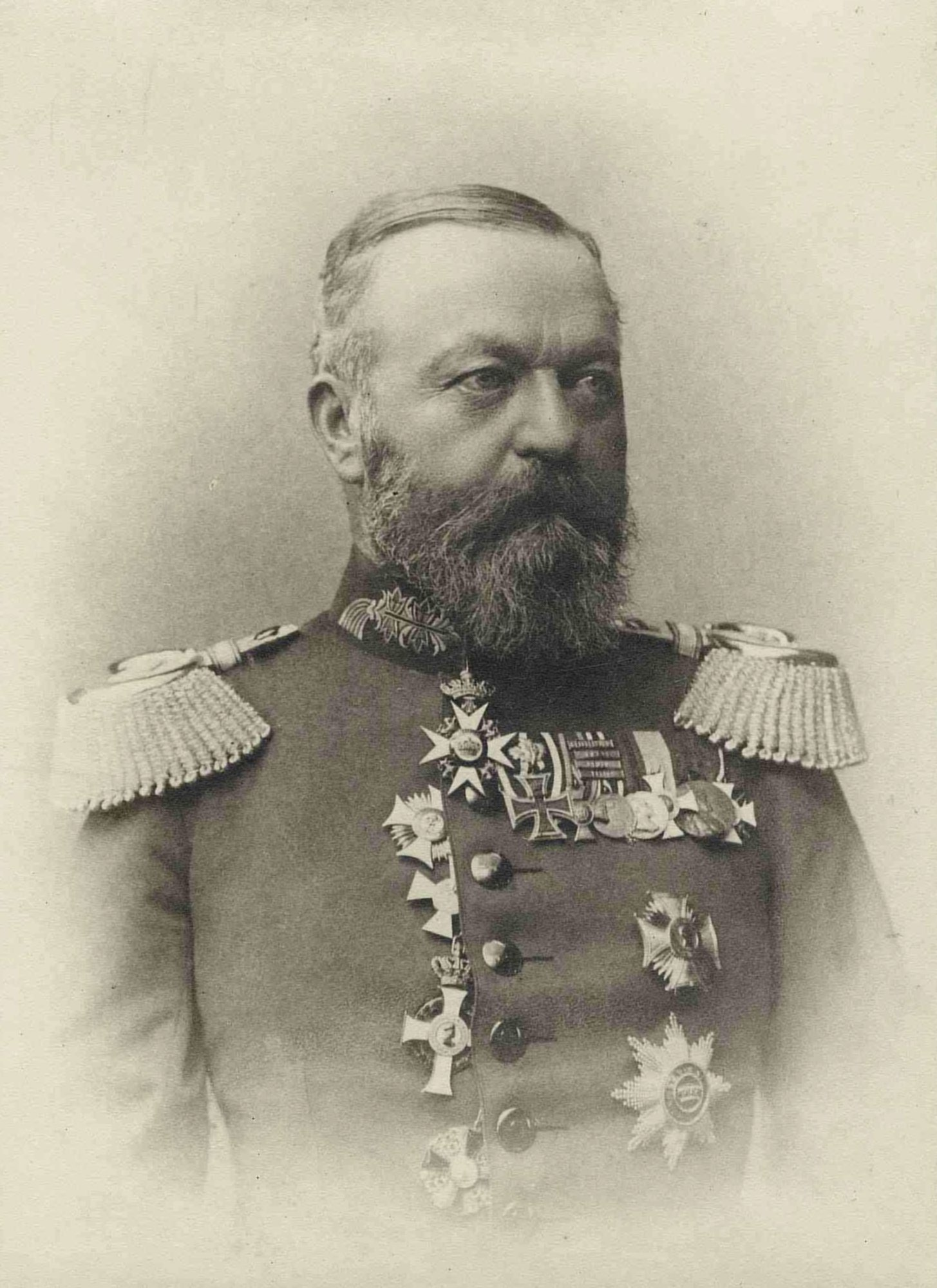
General der Infanterie z.D. Rudolf von Freudenberg

### Vorherige Bedeutung im Ersten Weltkrieg
Wegen der strategischen Wichtigkeit der Festung wurde sie im Ersten Weltkrieg von deutschen Truppen mehrmals belagert. Nach der Schlacht an den Masurischen Seen näherten sich im September 1914 Teile der deutschen 8. Armee der Festung Osowiec. Die Festung geriet erstmals unter schweren Artilleriebeschuss, doch die russischen Verteidiger zwangen die Deutschen in einem Gegenangriff vorerst zum Rückzug. Am 3. Februar 1915 griffen die deutschen Truppen die Festung erneut an. Der Angriff erfolgte im Zusammenhang mit der allgemeinen Offensive der deutschen Armeen am ostpreußischen Abschnitt der Ostfront, die zur Winterschlacht in Masuren führte. Auch dieser Angriff schlug fehl.
Im Mai 1915 wurde die russische Armee in der Schlacht von Gorlice-Tarnów entscheidend besiegt und mit dem darauffolgenden Großen Rückzug zurückgeschlagen. Die deutsche Oberste Heeresleitung wollte Anfang August mit einem frontalen Angriff auf Nordpolen fortfahren, der vom Oberbefehlshaber Ost, Generalfeldmarschall Paul von Hindenburg, durchgeführt werden sollte. Ziel war es, durch Überschreitung des Bober-Abschnitts die Verbindung mit der nach der Narew-Offensive nach Osten angreifenden Armeegruppe Gallwitz herzustellen.
Anfang Juli 1915 verschoben die Deutschen weitere Truppen zum Angriff auf die Festung. Die vor der Festung stationierte deutsche 8. Armee unter General der Infanterie Otto von Below wurde beauftragt, den Angriff auf die Festung Osowiec zu führen.

## Schlacht

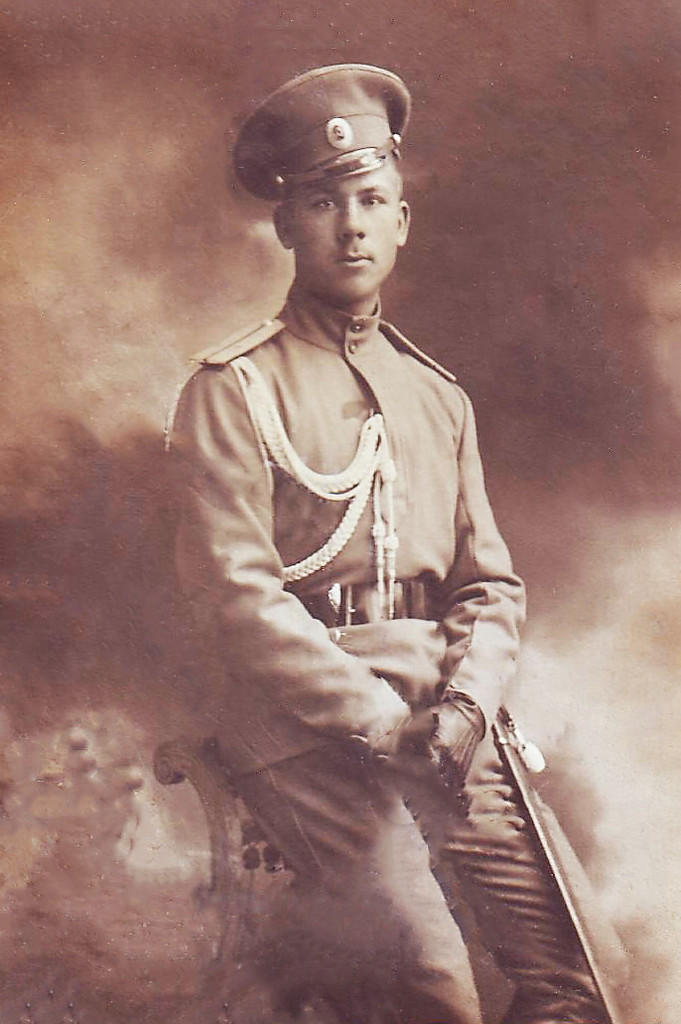
Leutnant Wladimir Karpowitsch Kotlinsky, Führer des russischen Gegenangriffs starb nach dem deutschen Gasangriff

Die Schlacht wurde, wie viele Schlachten des Ersten Weltkriegs, mit schwerem Artillerie-Feuer begonnen. Da ein frontaler Angriff auf die Festung sehr hohe Verluste verursacht hätte, wurde auf deutscher Seite der Einsatz von Giftgas beschlossen. Am 6. August 1915 um 4 Uhr morgens begann bei günstigem Wind ein konzentrierter Gasangriff mit Chlorgas gegen die Festung. Dieser wurde von Giftgas-Pionieren durchgeführt, die im Rahmen der 11. Landwehr-Division unter dem württembergischen General der Infanterie z.D. von Freudenberg operierten. 
Die freigesetzte Gaswolke erreichte eine geschätzte Breite von 8 Kilometern und Höhe von 10 bis 15 Metern. Durch das Chlorgas war in kurzer Zeit ein Großteil der Männer des verteidigenden 226. Semljansker Infanterieregimentes, die alle keine Schutzmasken zu ihrer Verfügung hatten, gestorben oder kampfunfähig geworden. Da die Gaswolke aber nur eine geringe Höhe erreichte, blieben jedoch einige russische Soldaten kampffähig. Zu einem Zeitpunkt, als die deutschen Angreifer keine Gegenwehr mehr erwarteten, begannen sie mit 7000–8000 Infanteristen den Angriff auf die Festung.
Die deutschen Angreifer wussten um die Wirkung des Gases und erwarteten deshalb keinen bis wenig Widerstand.  Zuerst schnitt Artillerie die Reserve der Angreifer ab. Darauf griffen die durch den Gasangriff in einen psychischen Ausnahmezustand versetzten russischen Truppen der halbierten 8. und 13. Kompanie mit ihren Handfeuerwaffen, zwei Maschinengewehren und den letzten fünf einsatzbereiten Geschützen, an. Angsteinflößend wirkten die russischen Truppen auf ihre deutschen Angreifer besonders dadurch, dass ihre Uniformen mit Blut besudelt waren, das sie in Folge des deutschen Chlorgasangriffs ausgehustet hatten. Diese Ereignisse wurden in Folge von der alliierten Presse zur Legende überhöht und als „Kampf der toten Männer“ (russisch Атака мертвецов, englisch The Attack of the dead Men) umschrieben.
Die deutsche Seite brach daraufhin den Angriff ab. Einige Soldaten gerieten in Panik und flohen. Es waren jedoch nur 60 bis 70 Verteidiger, welche innerhalb der Festung überhaupt noch zu einer Gegenwehr in der Lage waren. Um 11 Uhr waren die gefallenen Verteidigungslinien wieder in russischen Händen. Kotlinsky, der Anführer des Gegenangriffes, starb an den Folgen des Gasangriffs noch am gleichen Tag.
Wenige Tage später begann der Große Rückzug auch in Nordostpolen. Dadurch verlor die Festung Osowiec ihre Bedeutung, weshalb, beginnend ab dem 18. August, die Festung geräumt wurde. Man versuchte alles zu sprengen, was nicht mitgenommen werden konnte oder ohnehin schon in Trümmern lag. Am 22. August 1915 war die Festung verlassen und am 25. August 1915 besetzten deutsche Truppen die leeren und weitgehend zerstörten Anlagen. Die Festung wurde von den Deutschen in ein Militärgefängnis umgewandelt. Bei der Beschießung war die Festung nur wenig beschädigt worden. Es genügte darum, die Kasematten zu vergittern, um das Gefängnis zu bauen.